# Среднеуралск
Среднеуралск (на руски: Среднеуральск) е град в Свердловска област, Русия. Населението на града към 1 януари 2018 година е 23 353 души.

## История
Селището е основано през 1931 година, през 1966 година получава статут на град.